# Melissa Morrison-Howard
Melissa Renee Morrison-Howard, ameriška atletinja, * 9. julij 1971, Mooresville, Severna Karolina, ZDA.
Nastopila je na poletnih olimpijskih igrah v letih 2000 in 2004, obakrat je osvojila bronasto medaljo v teku na 100 m z ovirami. Na svetovnih dvoranskih prvenstvih je osvojila bronasto medaljo v teku na 60 m z ovirami leta 2003.